# Museu Picasso de Màlaga

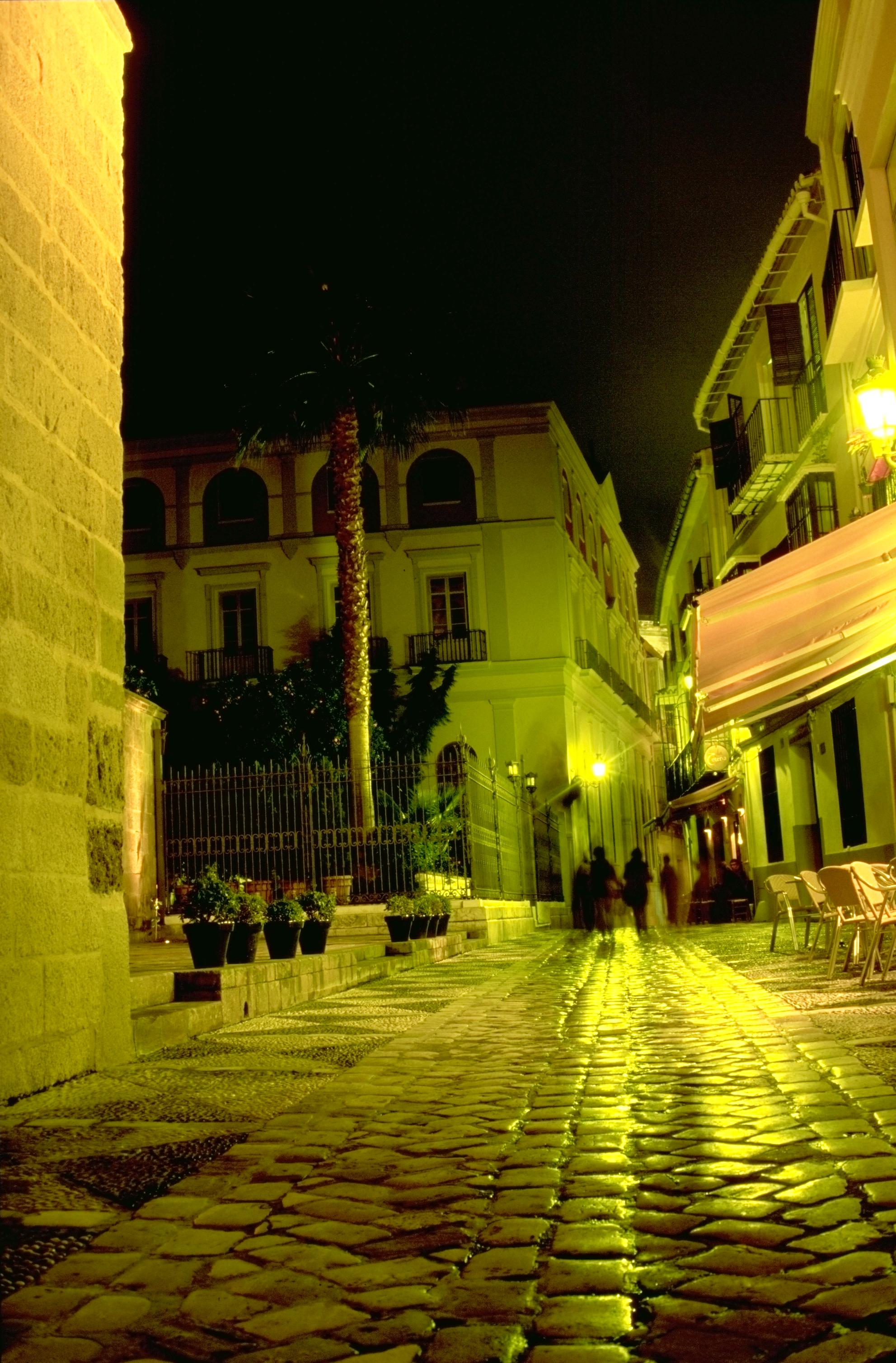
Voltants del Museu Picasso

El Museu Picasso de Màlaga es troba al Palau de Buenavista, situat al centre històric de la ciutat. Va ser construït amb l'objectiu de fer present l'obra de l'artista a la mateixa ciutat on va néixer el 1881, juntament a la Fundació Picasso Museu Casa Natal Això va ser possible gràcies a les donacions de la seva jove i el seu net, Christine i Bernard Ruiz-Picasso, les quals constitueixen aquest fons d'art. També en forma part la Junta d'Andalusia, la qual va dur a terme un projecte museístic dedicat a l'artista.
El museu va ser inaugurat el 27 d'octubre de 2003, i en ell s'exposen de forma permanent més de 200 obres de Pablo Picasso, entre pintures, dibuixos, escultures, ceràmiques i gravats, que abasten tots els períodes del pintor.
Les obres de remodelació del Palau de Buenavista han propiciat el descobriment en el subsòl d'antigues restes fenicis (datats a partir del segle vi aC), romans, que s'han respectat i integrat en la nova disposició de l'edifici, i que poden també ser visitats pel públic, juntament amb les creacions de Picasso.

## Història del museu
El 1996 la Junta d'Andalusia va adquirir el Palau dels Comtes de Buenavista, antic Museu de Belles Arts, amb la intenció de convertir-lo en el primer museu dedicat a l'obra de Picasso de Màlaga, la seva ciutat natal.
El 21 d'octubre de 1997, es va constituir la Fundació Museu Picasso (de caràcter cultural i privat) per la qual es va signar un acord de cessió d'obres entre Christine Ruiz Picasso i Bernard Ruiz i la Junta d'Andalusia. En la constitució de la qual la Junta d'Andalusia cedeix l'ús durant 50 anys del Palau de Buenavista i Christine Ruiz Picasso el ple domini d'obres de Pablo Ruiz Picasso. La seva primera directora va ser Carmen Giménez Martín, promotora de dues exposicions sobre Picasso organitzades a Màlaga en els anys 90 i una de les impulsores del museu.
El 2006, amb 342.824 visites, va ser el segon museu més visitat d'Andalusia, després del Museu Taurí de la Real Maestranza de Cavalleria de Ronda. El 2010, amb 345.742, ja fou el més visitat.

## Edifici

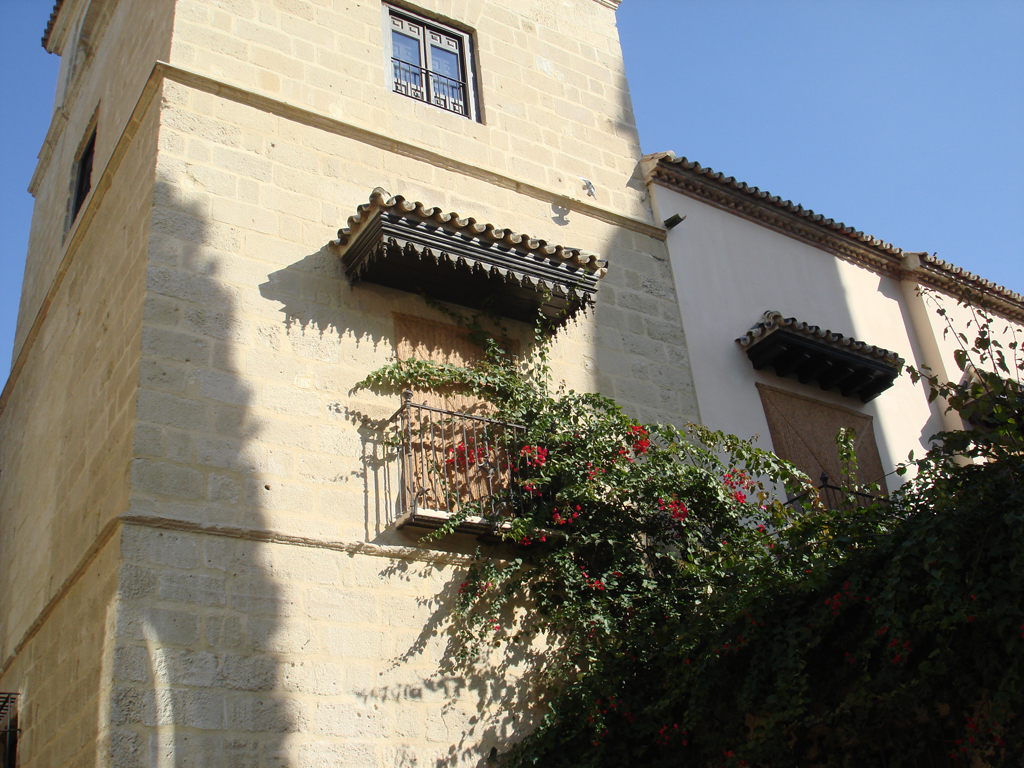
Torre Mirador del Palau de Buenavista

El Palau de Buenavista és representatiu de l'arquitectura andalusa del segle XVI. El subsol conté les arrels de l'antiga ciutat fenícia i romana.

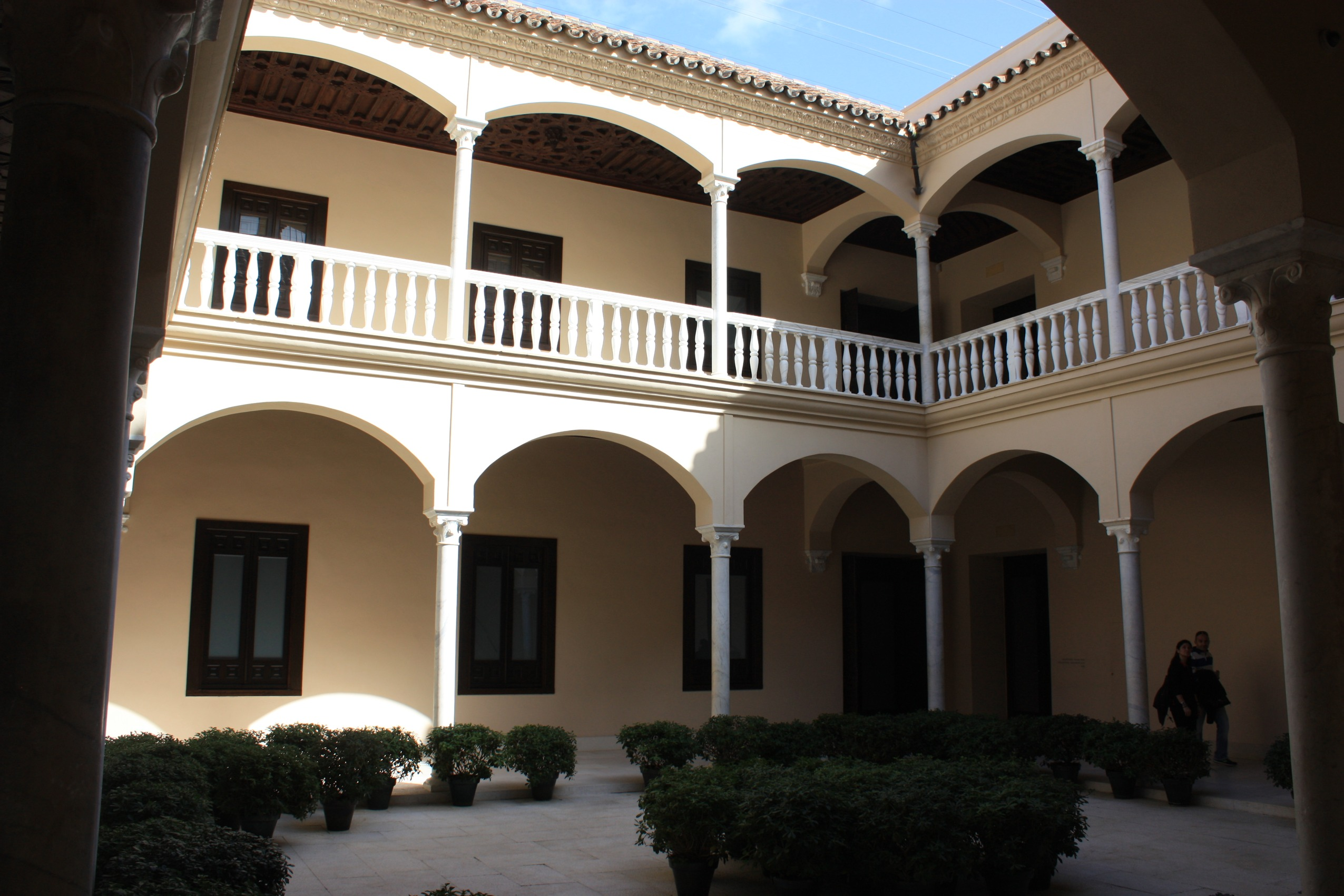
Claustre del Palau de Buenavista

Va ser construït l'any 1530 pel regidor de la ciutat, Diego de Cazalla, amb l'objectiu de fer-ne un palau residència. Amb una arquitectura renaixentista, des del segle xvi va ser un dels edificis civils més emblemàtics de la ciutat per l'amplitud de la seva planta, la privilegiada situació i la imatge proporcionada per la torre mirador de l'exterior.
Segons la tipologia malaguenya, es tracta d'un edifici de dos pisos al voltat d'un pati amb pòrtics. Aquest senzill esquema ha fet possible una multifuncionalitat al llarg de la història sense la necessitat de transformacions estructurals.
Va ser el 1959 quan va patir la primera intervenció per crear la seu del Museu de Belles Arts, segons els criteris museològics de Juan Temboury, per Enrique Atencia Molina, i el 1984 per l'arquitecte César Olano.
Anteriorment al Museu Picasso de Màlaga, les sales d'exposicions estaven instal·lades al Palau Episcopal de Màlaga. L'edifici, que en aquell moment albergava el Museu Diocesà d'Art Sacro, no complia amb les condicions mínimes exigibles a una institució museística. La rehabilitació va consistir en l'eliminació de compartiments i afegits per depurar els espais i elements originals i la remodelació de l'espai expositiu amb la implementació d'aquestes condicions, capacitant-lo per poder contenir la mostra més exigent.

## Col·lecció
La col·lecció del Museu Picasso de Màlaga consta de 233 obres, les quals mostren els estils i les tècniques que van revolucionar l'art modern. Des dels primers estudis acadèmics fins a una visió més personal, marcada pel cubisme i la investigació amb la ceràmica, a més a més d'una reinterpretació de la nova pintura emergent dels anys setanta.
Aquest conjunt d'obres van ser realitzades entre el 1892 i el 1972, un llarg període marcat per les innovacions revolucionàries en l'art. 

### Algunes obres destacades[7]
- Olga Khokhlova con mantilla, 1927
- Frutero, París, 1919
- Madre y niño, Fontaineblau, 1921
- Acróbata, París, 1930
- Mujer con los brazos levantados, 1936
- Naturaleza muerta con cráneo y tres erizos, 1937
- Jacqueline sentada, París, 1954
- Bañista, Mougins, 1971
- Mosquetero con espada, Vauvenargues o Mougins, 1972
- Pequeña figura, París, 1907
- Bañista jugando, Cannes, 1958
- Insecto, Ballauris, 1951